# Pascoea coeruleogrisea
Pascoea coeruleogrisea là một loài bọ cánh cứng trong họ Cerambycidae.